# 円城寺マキ
円城寺 マキ（えんじょうじ マキ、12月8日 - ）は、日本の漫画家。女性。東京都出身。作品に『プライベート・プリンス』がある。

## 来歴
2003年、『プチコミック』（小学館）4月号増刊に掲載の「不・純愛」でデビュー。その後同誌で活動。
2016年に『はぴまり〜Happy Marriage!?〜』がドラマ化され、Amazonプライムビデオにて配信。
2020年に『恋はつづくよどこまでも』がTBSにてテレビドラマ化される。
2021年に『つまり好きって言いたいんだけど、』がテレビ東京にてテレビドラマ化される。

## 作品リスト

### 連載
- ツいてる彼女 - 初連載。
- プライベート・プリンス（『プチコミック』連載）
- 世界はボクらのために!（『プチコミック増刊』2005年 - 2010年） - 不定期掲載。
- ヨルカフェ。（『プチコミック』2007年9月号 - 2008年11月号）
- はぴまり〜Happy Marriage!?〜（『プチコミック』2009年2月号 - 2012年7月号）
- ディア ブラザー!（『プチコミック』2012年10月号 - 2014年5月号）
- SP×ベイビー（『プチコミック』2014年9月号 - 2016年1月号）
- 恋はつづくよどこまでも（『プチコミック』2016年4月号 - 2019年2月号）
- つまり好きって言いたいんだけど、（『プチコミック』2019年7月号 - 2021年2月号）
- 甘くなるまで待てません（『プチコミック』2021年8月号[2] - 2024年1月号[3]）
- ぜんぶ初恋のせいだ（『プチコミック』2024年4月号[4] - 連載中）

### 読み切り
- 不・純愛 - 『不・純愛』に収録。
- 罪深く恋をして - 『不・純愛』に収録。
- 罪深く恋をして〜だから君がやめられない〜 - 『不・純愛』に収録。
- その嘘つきな指先で - 『不・純愛』に収録。
- 可愛がってもいいかしら - 『不・純愛』に収録。
- ミスター・ナーバスのとある週末 - 『不・純愛』に収録、単行本描き下ろし。
- あたしはそれを我慢できない - 『あたしはそれを我慢できない』に収録。
- 支配より優しく - 『あたしはそれを我慢できない』に収録。
- ウチにおいでよ！ - 『あたしはそれを我慢できない』に収録。
- ナメときゃ治ります！ - 『あたしはそれを我慢できない』に収録。
- 因果応報恋愛事情 - 『ツいてる彼女』に併録。
- 恋するハートでタイホして - 『恋するハートでタイホして』に収録。
- ナメときゃ治ります！ 〜恋にひざまずけ〜 - 『恋するハートでタイホして』に収録。
- ナメときゃ治ります！ 〜白衣のサンタクロース〜 - 『恋するハートでタイホして』に収録。
- 恋までおいくら？ - 『恋するハートでタイホして』に収録。
- 罪深く恋をして〜キミの未来はボクのもの〜 - 『プライベート・プリンス』5巻に併録。
- 恋に沈む途中 - 『世界はボクらのために！』1巻に併録。
- ウチにおいでよ！ 〜クリスマスSPECIAL〜 - 『世界はボクらのために！』1巻に併録。

### 書籍
特記のない限り、小学館・フラワーコミックスより刊行。
- 『不・純愛』、2004年3月発行、ISBN 4-09-138591-5
- 『あたしはそれを我慢できない』、2004年8月発行、ISBN 4-09-138592-3
- 『ツいてる彼女』、2005年1月発行、ISBN 4-09-138593-1
- 『恋するハートでタイホして』、2005年7月発行、ISBN 4-09-138594-X
- 『プライベート・プリンス』、2005年 - 2007年、全5巻
- 『世界はボクらのために!』、2006年 - 2010年、全2巻
- 『ヨルカフェ。』、2008年、全3巻
- 『はぴまり〜Happy Marriage!?〜』、2009年 - 2012年、全10巻
- 『ディア ブラザー!』、2013年 - 2014年、全5巻
- 『SP×ベイビー』、2015年 - 2016年、全2巻
- 『円城寺マキ初期傑作集 朝のくちびる』、2015年11月発行、ISBN 978-4-09-138049-4
- 『恋はつづくよどこまでも』、2016年 - 2019年、全7巻
- 『つまり好きって言いたいんだけど、』、2020年 - 2021年、全4巻
- 『甘くなるまで待てません』、2021年 - 2024年、全6巻
- 『ぜんぶ初恋のせいだ』、2024年 - 、既刊3巻（2025年6月10日現在）
  1. 2024年8月9日発売[5][6]、ISBN 978-4-09-872734-6
  2. 2025年2月10日発売[7]、ISBN 978-4-09-873024-7
  3. 2025年6月10日発売[8]、ISBN 978-4-09-873105-3